# Sarcophaga monospila
Sarcophaga monospila är en tvåvingeart som först beskrevs av Mario Bezzi 1908.  Sarcophaga monospila ingår i släktet Sarcophaga och familjen köttflugor.
Artens utbredningsområde är Eritrea. Inga underarter finns listade i Catalogue of Life.